# Jean-Baptiste Grange
Jean-Baptiste Grange (Saint-Jean-de-Maurienne, 10. listopada 1984.) umirovljeni je francuski alpski skijaš.
Bio je vrlo dobar je u tehničkim disciplinama, a posebice u slalomu. U svjetskom kupu imao je devet pobjeda, osam u slalomu i jednu u superkombinaciji. Prvu pobjedu je proslavio u talijanskoj Alta Badiji, 17. prosinca 2007. u slalomu. U toj disciplini osvojio je i svoju jedinu medalju sa Svjetskih prvenstava. U švedskom Aareu 2007. bio je brončani. 

## Pobjede u Svjetskom kupu
9 pobjeda (8 u slalomu i 1 u superkombinaciji)
| Nadnevak           | Skijalište | Disciplina       |
| ------------------ | ---------- | ---------------- |
| 17. prosinca 2007. | Alta Badia | Slalom           |
| 11. siječnja 2008. | Wengen     | Superkombinacija |
| 12. siječnja 2008. | Wengen     | Slalom           |
| 20. siječnja 2008. | Kitzbühel  | Slalom           |
| 16. studenog 2008. | Levil      | Slalom           |
| 6. siječnja 2009.  | Zagreb     | Slalom           |

## Vanjske poveznice
- FIS-Ski.com - FIS rezultati - Jean-Baptiste Grange